# Алџи Смит
Алџи Смит (енгл. Algee Smith; Сагино, 7. новембар 1994) амерички је глумац и певач. Познат је по својој улози фудбалера Кристофера „Криса” Макаја у серији Еуфорија.

## Филмографија

### Филм
| Година | Српски назив        | Изворни назив | Улога        | Напомене |
| ------ | ------------------- | ------------- | ------------ | -------- |
| 2014.  |                     |               | Маркус Симс  |          |
| 2017.  | Детроит             |               | Лари Рид     |          |
| 2018.  | Та мржња коју сејеш |               | Халил Харис  |          |
| 2021.  | Јуда и црни месија  |               | Џејк Винтерс |          |
| 2021.  |                     |               | Сем          |          |

### Телевизија
| Година     | Српски назив  | Изворни назив | Улога         | Напомене                                              |
| ---------- | ------------- | ------------- | ------------- | ----------------------------------------------------- |
| 2012.      |               |               | Спенсер       | 1. јепизода                                           |
| 2012.      |               |               | Сем           | 1. епизода                                            |
| 2012.      | Нек заблиста! |               | да Бос        | телевизијски филм                                     |
| 2015.      |               |               | Тео           | 2. епизоде                                            |
| 2016.      |               |               | Данте         | телевизијски филм                                     |
| 2016.      |               |               | Ворен         | 1. епизода                                            |
| 2016.      |               |               | И. Џ.         | 1. епизода                                            |
| 2017.      |               |               | Ралф Тресвант | мини-серија; главна улога                             |
| 2018.      |               |               | Кавех         | 1. епизода                                            |
| 2018.      |               |               | Ралф Тресвант | мини-серија; 2. епизоде                               |
| 2019—2022. | Еуфорија      |               | Крис Макај    | главна улога (1. сезона), гостујућа улога (2. сезона) |